# Peter Rösch
Peter Rösch (Biel/Bienne, 15 september 1930 - 12 januari 2006) was een Zwitsers voetballer en voetbalcoach die speelde als verdediger.

## Carrière
Rösch speelde van 1948 tot 1950 voor FC Biel-Bienne uit zijn geboortestad. Nadien trok hij naar BSC Young Boys waarmee hij de beker won in 1953 en er speelde tot in 1956. Hij verhuisde naar Lausanne Sports waar hij twee seizoenen speelde en daarna naar Servette Genève waar hij speelde tot in 1963. Met Servette werd hij landskampioen in 1961 en 1962. Hij speelde daarna een seizoen voor Cantonal Neuchâtel, twee voor FC Sion en sloot zijn carrière af bij FC Monthey.
Hij speelde vijf interlands voor Zwitserland waarmee hij deelnam aan het WK voetbal 1962 in Chili.
Na zijn spelerscarrière werd hij coach bij FC Sion tot in 1970. Hij werd opgevolgd door Maurice Meylan die daarvoor vier jaar Etoile Carouge trainde. In 1971 ging hij aan de slag bij Vevey-Sports waar hij de post aanvankelijk deelde met Miroslav Blažević, maar die vertrok op 9 september naar FC Sion. In 1972 werd hij ontslagen na een reeks van tegenvallende resultaten in de promotiebarrage. De club startte met zes punten voorsprong maar zag zijn kans om te promoveren verdwijnen na vijf opeenvolgende nederlagen. Daarnaast was hij tot in 1973 coach van het belofteteam van Zwitserland. Van 1975 tot in 1976 was hij coach van Martigny-Sports. Hij verving er Bernhard Gehri en werd opgevolgd door Jean-Paul Biaggi. Hij was na zijn ontslag en voor zijn aanstelling bij FC Renens nog coach bij FC Prilly-Sports.

## Erelijst
- BSC Young Boys
  - Zwitserse voetbalbeker: 1953
- Servette Genève
  - Landskampioen: 1961, 1962
- FC Sion
  - Zwitserse voetbalbeker: 1965